# Backstairs Passage Glacier
Backstairs Passage Glacier är en glaciär i Antarktis. Den ligger i Östantarktis. Nya Zeeland gör anspråk på området. Backstairs Passage Glacier ligger 308 meter över havet.
Terrängen runt Backstairs Passage Glacier är huvudsakligen kuperad, men österut är den platt. Terrängen runt Backstairs Passage Glacier sluttar brant österut. Trakten är obefolkad. Det finns inga samhällen i närheten.